# Serenotheres
Serenotheres is een geslacht van kreeftachtigen uit de klasse van de Malacostraca (hogere kreeftachtigen).

## Soort
- Serenotheres besutensis (Serène, 1967)